# Liste der Bodendenkmäler in Altena
Die Liste der Bodendenkmäler in Altena führt die Bodendenkmäler der sauerländischen Stadt Altena auf (Stand: April 2019).

## Denkmäler
| Nummer | Lage                      | Beschreibung                          | Denkmal seit | Bild           |
| ------ | ------------------------- | ------------------------------------- | ------------ | -------------- |
| 1      | Lanferschlade             | Ehemalige Landwehr „Lanferschlade“    | 03.10.1985   |                |
| 2      | Im Gehegde                | Ehemalige Landwehr „Im Gehegde“       | 12.07.1988   |                |
| 3      | Dahle – Kohlberg          | Ehemalige Landwehr „Auf dem Kohlberg“ | 13.07.1988   |                |
| 4      | Scharpschnute/Elfenfohren | Ehemalige Landwehr „Elfenfohren“      | 03.06.1989   | weitere Bilder |
| 5      | Auf dem Klusenberg        | Ehemalige Kapelle auf dem Klusenberg  | 30.12.1992   |                |
| 6      | Burgberg                  | „Wulfsegge“                           |              |                |